# Xã Hartland, Michigan
Xã Hartland (tiếng Anh: Hartland Township) là một xã thuộc quận Livingston, tiểu bang Michigan, Hoa Kỳ. Năm 2010, dân số của xã này là 14.663 người.